# Dimitrios B. Tzanoudakis
Dimitrios B. Tzanoudakis (romanización de Δημητριος Β. Τζανουδακης) (1950) es un botánico, y taxónomo griego.
Es profesor de Taxonomía vegetal y biogeografía, Director de la División de Biología Vegetal, Director del Museo Botánico de la Universidad de Patras (UPA).

## Algunas publicaciones
- dimitris Tzanoudakis. 2014. Karyotypes of Ten Taxa of Allium Section Scorodon from Greece. Caryologia 36 (3):259-284 DOI: 10.1080/00087114.1983.10797667

- p. Trigas, g. Iatrou, d.b. Tzanoudakis. 2010. Allium apergii sp. Nov. (Alliaceae, A. Sect. Codonoprasum) from Evia island, Greece. J. Biolo. Res. Thessaloniki 14: 225-229

- m. Panitsa, d. Tzanoudakis. 2010. Floristic Diversity on small islands and islets: Leros islets’ group (East Aegean area Greece). Phytologia Balcanica 16 (2): 271-284

- d. Tzanoudakis, z. Kypriotakis. 2008. Allium brussalisii (Alliacaeae), a new species from Greece. Bot. J. of the Linnean Soc. 158: 140-146

- z. Kypriotakis, d. Tzanoudakis. 2001. Contribution to the study of the Greek insular flora: The chasmophytic flora of Crete. Bocconea 13: 495-503
- La abreviatura «Tzanoud.» se emplea para indicar a Dimitrios B. Tzanoudakis como autoridad en la descripción y clasificación científica de los vegetales.[2]